# Marcelo Zabaloy
Marcelo Zabaloy (Bahía Blanca, 1957) es un traductor autodidacta argentino.
Se hizo famoso con su traducción al castellano de la novela Ulises y Finnegans Wake de James Joyce, sin haber recibido instrucción en traducción. En 2017 tradujo El atentado de Sarajevo de Georges Perec.